# Cobejo
Cobejo es una localidad del municipio de Molledo (Cantabria, España). Esta pequeña aldea dista 4,5 kilómetros de la capital municipal, Molledo. Cobejo se encuentra en una ladera, a 246 metros de altitud. Su población en el año 2024 era de 25 habitantes (INE).
De su arquitectura destaca el llamado «castillo de los Moros» una torre en ruinas que data del siglo XV en la que se cree se cobraba el portazgo por entrar en las Asturias de Santillana, ya que en el Apeo del infante don Fernando, documento de 1404, se habla del pago del «portazgo real y guarda de paños y metales» en el Castillo de Cobejo.
Celebra las fiestas el día 22 de enero en honor a san Vicente, en las que se hace una misa con procesión por el pueblo y una comida para todos los Vecinos de Cobejo además de juegos para los más pequeños por la tarde. En la actualidad cuenta también con una casa rural y una Casa del Pueblo donde se celebran las fiestas y las Juntas vecinales.